# Аскетад
Аскетад (др.-греч. Αίσχητάδης) — афинский военачальник IV века до н. э.
В 318 году до н. э. во время Второй войны диадохов Саламин осадили войска Кассандра. После победы в одном из морских сражений над афинянами Кассандр без выкупа отпустил пленных саламинцев. Жители острова, которыми командовал Аскетад, согласно Полиэну, «узнав об этом, перешли на сторону Кассандра, поверив его человеколюбию».
В 307 году до н. э. Саламин был захвачен Деметрием Полиоркетом, который вернул остров Афинам. По решению Народного собрания Аскетад за предательство был приговорён к смертной казни.